# Männliche Deklination im Slowenischen
Bei männlichen Nomen unterscheidet man grundsätzlich belebte und unbelebte nach der Form im Akkusativ Einzahl.
- Bei unbelebten ist der Akkusativ von Substantiv und Adjektiv mit dem Nominativ identisch.
- Bei belebten ist der Akkusativ mit dem Genitiv identisch.

Anders als in anderen slawischen Sprachen gibt es keine Palatalisierung bei der Pluralbildung auf -i, d. h. der Wortstamm bleibt gleich.

## Unbelebte Substantiva
Beispiel: Korak (der Schritt)
|              | Einzahl | Zweizahl | Mehrzahl |
| Nominativ    | korak_  | koraka   | koraki   |
| Genitiv      | koraka  | korakov  | korakov  |
| Dativ        | koraku  | korakoma | korakom  |
| Akkusativ    | korak_  | koraka   | korake   |
| Lokativ      | koraku  | korakih  | korakih  |
| Instrumental | korakom | korakoma | koraki   |

Das Zeichen _ bedeutet, dass diese Form keine Endung trägt.

## Belebte Substantiva
Beispiel: Prijatelj (der Freund)
|              | Einzahl     | Zweizahl     | Mehrzahl    |
| Nominativ    | prijatelj_  | prijatelja   | prijatelji  |
| Genitiv      | prijatelja  | prijateljev  | prijateljev |
| Dativ        | prijatelju  | prijateljema | prijateljem |
| Akkusativ    | prijatelja  | prijatelja   | prijatelje  |
| Lokativ      | prijatelju  | prijateljih  | prijateljih |
| Instrumental | prijateljem | prijateljema | prijatelji  |

## Adjektive
Adjektive beugen sich, wie folgt, am Beispiel von lep (schön):

### Belebt
|              | Einzahl | Zweizahl | Mehrzahl |
| Nominativ    | lep_    | lepa     | lepi     |
| Genitiv      | lepega  | lepih    | lepih    |
| Dativ        | lepemu  | lepima   | lepim    |
| Akkusativ    | lepega  | lepa     | lepe     |
| Lokativ      | lepem   | lepih    | lepih    |
| Instrumental | lepim   | lepima   | lepimi   |

### Unbelebt
|              | Einzahl | Zweizahl | Mehrzahl |
| Nominativ    | lep_    | lepa     | lepi     |
| Genitiv      | lepega  | lepih    | lepih    |
| Dativ        | lepemu  | lepima   | lepim    |
| Akkusativ    | lep_    | lepa     | lepe     |
| Lokativ      | lepem   | lepih    | lepih    |
| Instrumental | lepim   | lepima   | lepimi   |

### Bestimmte Form
Für Adjektive gibt es männlich Einzahl neben der gezeigten Form auch die bestimmte. Dies betrifft nur den Nominativ und, soweit identisch (also unbelebt) den Akkusativ.
Die bestimmte Form wird durch ein -i ausgedrückt:
hudi pes (der böse Hund)
im Gegensatz zu
hud pes (ein böser Hund).

## č, š, ž, c, j
Für alle diese Deklinationen ist zu beachten, dass in den Endungen nach den Lauten č,š,ž,c,j anstelle von o ein e tritt.
Beispiel: kolač (Kuchen)
|              | Einzahl | Zweizahl | Mehrzahl |
| Nominativ    | kolač_  | kolača   | kolači   |
| Genitiv      | kolača  | kolačev  | kolačev  |
| Dativ        | kolaču  | kolačema | kolačem  |
| Akkusativ    | kolač_  | kolača   | kolače   |
| Lokativ      | kolaču  | kolačih  | kolačih  |
| Instrumental | kolačem | kolačema | kolači   |

## -er, -ek, -en, -ec
Hat ein Wort einen erweiterten Stamm auf -er, -ek, -en oder -ec, dann schwindet das e, wenn nach den Stamm eine Endung tritt.
Beispiel: delavec (der Arbeiter)
|              | Einzahl   | Zweizahl   | Mehrzahl  |
| Nominativ    | delavec_  | delav_ca   | delav_ci  |
| Genitiv      | delav_ca  | delav_cev  | delav_cev |
| Dativ        | delav_cu  | delav_cema | delav_cem |
| Akkusativ    | delav_ca  | delav_ca   | delav_ce  |
| Lokativ      | delav_cu  | delav_ceh  | delav_ceh |
| Instrumental | delav_cem | delav_cema | delav_ci  |

## Mensch
Mensch wird – wie in allen slawischen Sprachen – unregelmäßig dekliniert. Das Wort človek hat keine Mehrzahl; diese wird vielmehr durch einen anderen Wortstamm, das Plurale tantum ljudje (verwandt mit dem deutschen Wort "Leute") ausgedrückt. In der Zweizahl hängt es sogar vom Fall ab, welcher Wortstamm verwendet wird:
|              | Einzahl  | Zweizahl  | Mehrzahl |
| Nominativ    | človek_  | človeka   | ljudje   |
| Genitiv      | človeka  | ljudi     | ljudi    |
| Dativ        | človeku  | človekoma | ljudem   |
| Akkusativ    | človeka  | človeka   | ljudi    |
| Lokativ      | človeku  | ljudeh    | ljudeh   |
| Instrumental | človekom | človekoma | ljudmi   |

Das Plural (Ljudje...) steht auch für das Volk.